# Нили
Нили (ивр. נִילִ"י‎, акроним цитаты из Первой книги Самуила 15:29: «вечный Израиль не солжет», ивр. נצח ישראל לא ישקר‎ , «нэцах исраэл ло йэшакэр») — еврейская шпионская сеть в Палестине, действовавшая в пользу Великобритании против Османской империи в период Первой мировой войны.

## Возникновение
Организация «Нили» была создана Сарой Ааронсон, её братом Аароном, сестрой Ребеккой и другом Авшаломом Файнбергом. По мнению Хаима Герцога, группа стала помогать англичанам после того, как Сара стала свидетельницей совершенного турками геноцида армян.
Первоначально лидеры «Нили» пытались установить связь с военизированной сионистской организацией «Ха-Шомер», но столкнулись с недоверием и подозрительностью.
В 1915 году ещё до начала оперативной деятельности турецкие власти арестовали Файнберга по подозрению в шпионаже (на тот момент обвинение было ложным).
С марта по октябрь 1915 года Палестину поразила саранча, и турки, обеспокоенные снабжением войск, обратились за помощью к ведущему агроному и всемирно известному ботанику Аарону Ааронсону. Он потребовал освобождения своего друга и помощника Авшалома Файнберга. Для борьбы с саранчой ими было получено разрешение на свободное перемещение по стране, благодаря которому они начали собирать стратегическую информацию о военных базах турок и размещении войск.
На протяжении многих месяцев британская разведка не воспринимала «Нили» всерьёз, и попытки Ааронсона и Файнберга установить связь с Каиром и Порт-Саидом провалилась. Лишь после того, как Аарон Ааронсон через Берлин и Копенгаген прибыл в Лондон, ему удалось благодаря своей репутации начать сотрудничество с дипломатом Марком Сайксом.
Сара Ааронсон контролировала операции из Зихрон-Яакова.

## Деятельность и поражение
При попытке пешком попасть в Египет Авшалом Файнберг был убит. Другой член организации, Иосиф Лишанский, был ранен, но достиг британских линий.
С февраля по сентябрь 1917 года к палестинскому побережью около Атлита регулярно подходил корабль «Монеган». Лишанский плавал к берегу, забирал полученную «Нили» информацию и передавал деньги, отправленные американскими евреями для голодающего ишува. Однако присутствие немецких подводных лодок делало такие поездки слишком рискованными, и группа стала использовать домашних голубей.
Осенью 1917 года один из голубей попал в руки турок, которые за неделю смогли расшифровать код (основанный на иврите, арамейском, французском и английском). В результате шпионская сеть была раскрыта. Руководство ишува и Ха-Шомер дистанцировались от действий «Нили». Один из членов группы, Нааман Белкинд, был арестован и, по имеющимся данным, выдал информацию об организации.
В октябре 1917 года турецкие войска окружили Зихрон-Яаков и арестовали многих жителей посёлка, включая Сару, которая после четырёх дней пыток совершила самоубийство. Другие арестованные были отправлены в тюрьму в Дамаске, а Лишанский и Белкинд повешены.

## Значение
Начальник Британской военной разведки генерал Джордж МакДоноу в 1919 году на лекции в Королевской военной академии в Вулвиче говорил:

Вы, несомненно, помните крупную кампанию лорда Алленби в Палестине и, возможно, удивлены смелостью его действий. Человек, смотрящий со стороны и не располагающий знанием ситуации, может подумать, что риск Алленби не был оправдан. Это неправда, потому что Алленби с точностью знал от своей разведки (в Палестине) обо всех приготовлениях и движениях противника. Все карты врага были для него открыты, и поэтому он мог действовать с полной уверенностью. В таких условиях победа была предрешена до того, как он начал действовать.
Оригинальный текст (англ.)You will no doubt remember the great campaign of Lord Allenby in Palestine and perhaps you are surprised at the daring of his actions. Someone who is looking from the side lines, lacking knowledge about the situation, is likely to think that Allenby took unwarranted risks. That is not true. For Allenby knew with certainty from his intelligence (in Palestine) of all the preparations and all the movements of his enemy. All the cards of his enemy were revealed to him, and so he could play his hand with complete confidence. Under these conditions, victory was certain before he began.

## Критика
«Безответственность» Нили, не координировавшей операций с руководством сионистского движения и ставившей под угрозу ишув, долгое время была предметом споров среди евреев Британского мандата и затем Государства Израиль. На официальном уровне вопрос был решен в 1967 году, когда останки Файнберга были с военными почестями перезахоронены на горе Герцля в Иерусалиме. Речь на похоронах произнес Председатель Кнессета и главный раввин АОИ.

## Память
Дом Ааронсонов в Зихрон-Яакове сохраняется в качестве мемориала «Нили». Именем организации назван мошав Гиват Нили, расположенный к западу от Зихрон-Яакова, а также улицы во многих городах Израиля.